# NG Knight Lamune & 40
NG Knight Lamune & 40 (NG騎士ラムネ&40?) è una serie televisiva anime del 1990, parte del franchise di Lamune di cui fanno parte anche le serie OAV NG Knight Lamune & 40 EX, NG Knight Lamune & 40 DX, VS Knight Lamune & 40 Fresh e la serie televisiva VS Knight Lamune & 40 Fire. La "NG" del titolo sta per "New Generation". La serie è stata prodotta da Starchild Records e trasmesso da TV Tokyo dal 6 aprile 1990 al 4 gennaio 1991.
"Lamune" è il nome di una popolare bevanda gasata giapponese al limone, e la maggior parte dei nomi dei personaggi nella serie sono basati su bevande, come Miruku (Milk, latte). Il nome "Sccasher" è invece basato sul nome della bevanda concorrente del Lamune.

## Trama
La storia principale della serie ruota intorno ad un giovane di nome Baba Lamune che viene risucchiato nel videogioco "King Sccasher." Lamune è un lontano parente dell'eroe "Lamuness", e nel programma è destinato a salvare il mondo dal malvagio Abruham.

## Colonna sonora
Tema di apertura
- Nekketsu! Yuusha Lamuness (熱血!! 勇者ラムネス?) di Takeshi Kusao (ep. 1-28)
- Mezase Ichiban!! (めざせ1番!!?) di Takeshi Kusao (ep. 29-38)

Tema di chiusura
- Otoko to Onna wa Papipupepo (男と女はパピプペポ?) di Chisa Yokoyama (ep. 1-28)
- Shiawase ni Naruden na (シアワセになるでんna?) di Naoko Matsui, Sakiko Tamagawa e Chisa Yokoyama (ep. 29-38)

## Episodi
| Nº | Giapponese 「Kanji」 - Rōmaji                                                                 | In onda           | In onda |
| Nº | Giapponese 「Kanji」 - Rōmaji                                                                 | Giapponese        |         |
| 1  | 「シュパーン!キングスカッシャー復活」 - Shupaan! King Sccasher Fukkatsu                       | 6 aprile 1990     |         |
| 2  | 「正義は力だ!セイントボム」 - Seigi no Chikara da! Saint Bomb                                 | 13 aprile 1990    |         |
| 3  | 「ポッキンシティは腹ペコだ!」 - Pokkin City wa Harapeko da!                                   | 20 aprile 1990    |         |
| 4  | 「ガハハ!ゴクロー山の爆笑扇」 - Gahaha! Gokurōsan no Bakushō Sen                              | 27 aprile 1990    |         |
| 5  | 「バンビの頂上になぞなぞの嵐!」 - Banri no Chōjō ni Nazonazo no Arashi                        | 4 maggio 1990     |         |
| 6  | 「熱血!?カンカン村でアッチッチ」 - Nekketsu!? Kankan Mura de Atchichi                         | 11 maggio 1990    |         |
| 7  | 「パカッ!頭に花さくニャイル河」 - Paka! Atami ni Hana Saku Nyile Gawa                         | 18 maggio 1990    |         |
| 8  | 「迷って迷ってホラミッド!」 - Mayotte Mayotte Horramido                                       | 25 maggio 1990    |         |
| 9  | 「ゼンマイだらけのギアシティ!」 - Zenmai Darake no Gear City                                  | 1º giugno 1990    |         |
| 10 | 「アララ?寝ぼけて寝ぼけて海の上」 - Arara! Nebokete Nebokete Umi no Ue                        | 8 giugno 1990     |         |
| 11 | 「ヒック!本音ジュースにご用心」 - Hikku! Honne Juice ni Goyōjjin                              | 15 giugno 1990    |         |
| 12 | 「リューグー村は老人パワー!?」 - Ryūgū Mura wa Rōjin Power!?                                  | 22 giugno 1990    |         |
| 13 | 「ダブルダブルでイースカー!?」 - Dōble-Dōble de Iisukaa!?                                     | 29 giugno 1990    |         |
| 14 | 「登場!クイーンサイダロン」 - Tōjō! Queen Cideron                                             | 6 luglio 1990     |         |
| 15 | 「ハワイイ島のカメカメカ大王」 - Hawaii Tō no Kamekameka Daiō                                 | 13 luglio 1990    |         |
| 16 | 「走れラムネス!童話の森のワナ」 - Hashire Lamuness! Dōwa no Mori no Wana                      | 20 luglio 1990    |         |
| 17 | 「美人はどっち?レスカ対ココア」 - Bijin wa Dotchi? Lesuka Tai Cocoa                           | 27 luglio 1990    |         |
| 18 | 「ワナワナ!逆襲のダ・サイダー」 - Wanawana! Gyakushū no Da Cider                              | 3 agosto 1990     |         |
| 19 | 「ガンバレー!ミルクの子守り歌」 - Gambatte! Milk no Komoriuta                                 | 10 agosto 1990    |         |
| 20 | 「見っけた!アンナモンコンナ門」 - Mitsketa! Annamonkonna-mon                                  | 17 agosto 1990    |         |
| 21 | 「輝け!守護騎士コンテスト」 - Kagayake! Shugokishi Contest                                    | 24 agosto 1990    |         |
| 22 | 「最高だミャー!タマQ…その愛」 - Saikō da myaa! Tama-Q... Sono Ai                              | 21 agosto 1990    |         |
| 23 | 「ウソかマコトか?ラムネス伝説」 - Uso ka Makoto ka? Lamuness Densetsu?                        | 7 settembre 1990  |         |
| 24 | 「突入ホイホイ城!愛の戦士たち」 - Totsunyū Hoy-Hoy Jō! Ai no Senshi Tachi                     | 14 settembre 1990 |         |
| 25 | 「晴れ姿!三人娘の聖なる力」 - Haresugata! San-nin Musume no Seinaru Chikara                   | 21 settembre 1990 |         |
| 26 | 「必死の反撃!ダ・サイダー散る」 - His Sacrificial Conterattack; the Fall of Da Cider!         | 28 settembre 1990 |         |
| 27 | 「ホイホイ城崩壊!さらばタマQ」 - Hoy-Hoy Jō Hōkai! Saraba Tama-Q                              | 12 ottobre 1990   |         |
| 28 | 「まだ続くの!?破壊戦士現わる」 - It's Not Over! The Destruction Knights Appear                | 19 ottobre 1990   |         |
| 29 | 「ヘビメタコ裏切りのバラード」 - Heavy Metal-ko Uragari no Ballad                             | 26 ottobre 1990   |         |
| 30 | 「代理戦争!?命をかけたギャグ」 - Dairi Sensō!? Inochi wo Kaketa Gag                           | 2 novembre 1990   |         |
| 31 | 「必殺!?破壊ニンジャ武芸帖」 - Hissatsu!? Hakai Ninja Bugeichō                                | 9 novembre 1990   |         |
| 32 | 「テントチ塔!海中島の戦い」 - Tentochi Tō! Umi Naka Jima no Tatakai                           | 16 novembre 1990  |         |
| 33 | 「ほらっホラー!枯れ木の森の怪」 - Hora Horror! Kareki no Mori no Kai                          | 23 novembre 1990  |         |
| 34 | 「リトルロマンス…君の名は!?」 - Little Romance... Kimi no Nawa?                               | 30 novembre 1990  |         |
| 35 | 「交代劇!ひび割れた愛と友情」 - Kōtaigeki! Hibiwareta Ai to Yūjō                              | 7 dicembre 1990   |         |
| 36 | 「風に舞う!お花畑は危険地帯」 - The Dance of the Wind! The Field of Flowers is a Danger Zone! | 14 dicembre 1990  |         |
| 37 | 「大決戦!燃えろラムネス」 - Daikessen! Moero Lamuness                                         | 21 dicembre 1990  |         |
| 38 | 「40集う!熱血パワーよ永遠に」 - 40 Tsudō! Nekketsu Power yo Eien ni                           | 4 gennaio 1991    |         |